# Twardogóra
Twardogóra (udtale: Tfardo-goorah [tfardɔˈɡura], tysk: Festenberg) er en by i den østligste del af Voivodskabet Nedre Schlesien i det sydvestlige Polen. Byen har 6.381(2021) indbyggere og et areal på 8,29 km². Den er en del af powiatet (amt) Oleśnica. Den ligger omkring 20 km nord for Oleśnica, og 40 km  nordøst for regionshovedstaden Wrocław.

## Historie
Twardogóra går tilbage til tidspunktet for polske regeringer under det første Piast Dynasti. Det var da en handelsstation, der var forbundet med handelsruten fra Wrocław til Poznań. Det blev beboet af polakker der var efterkommere af Slensanere, og fra det 12. århundrede kom så bosættere fra et andet område, specielt fra de tyske stater, til Twardogóra.
Byens moderne navn siges at være oprettet under den mongolske invasion af Polen i 1241. Indbyggerne i bosættelsen gav mongolerne en hård modstand og dermed navnet, hvilket betyder i polsk "Hårdt bjerg".
Beboere i byen gennemgik ubehagelige oplevelser i Hussitterkrigene og byggede  i slutningen af det 15. århundrede forsvarsmure omkring den. Hundrede år senere blev der bygget et slot der.
I 1526 kom Twardogóra og  Hertugdømmet af Oleśnica (Oels) under   Habsburg-monarkiets herredømme. På det tidspunkt introducerede den tjekkiske adelsmand hertug John, fra Podiebrad-familien lutheranisme i 1538. Det antages, at der på det tidspunkt allerede var en kirke i byen, som blev grundigt renoveret i 1587.
I årene 1729–1738 blev kirken genopbygget og gav den sin nuværende form. I 1742 blev Schlesien en del af Kongeriget Preussen,  men forblev en del af hertugdømmet Oleśnica.  I 1786 blev byen beboet af 1175 mennesker, blandt hvilke de mest velstående på det tidspunkt var væverne.
Før 1. verdenskrig var der en bank (1901), et trykkeri (1907), en retsbygning med arrest (1902),  et kapel (1906), et rådhus (1912) og en ny vandforsyning (1901) og elektrificering af byen blev udført (1910). I 1944 var byen hjemsted for 4500 mennesker, der primært beskæftigede sig med håndværk, handel og tjenester. Byen havde blandt andet en landbrugs- og almindelig skole, to biografer, et hospital, et børnehjem og omfattende gastronomi. Den tyske styre endte i Twardogóra den 23. januar 1945, da den kom under polsk administration. Som et resultat af Nazi-Tysklands nederlag i 2. verdenskrig blev byen overført til Polen i overensstemmelse med Potsdam-aftalen.

## Galleri
- Gamle huse på torvet
- Slotsport
- Statue af Herkules
- Bindingsværkskirke af den hellige treenighed og den ulastelige Maria
- Den hellige treenighedskirke;  Sandstensepitafium for Jakinosin familien, fra slutningen af det 17. århundrede
- Basilika for vor Frue
- Jernbanestation
- Brandstation
- Postkontor
- Kristihimmelfartskirken
- Rundkørsel i Twardogóra